# Orebe
Orebe, significando corvo, é o nome de um dos dois príncipes midianitas que Gideão matou; o nome do outro príncipe era Zeebe. Ele é citado no livro dos Salmos. Pelos cálculos de James Ussher, Orebe foi morto em 1245 a.C.
Orebe tornou-se o nome do rochedo onde foi morto o príncipe midianita.